# Fridrich Josias Sasko-Kobursko-Saalfeldský
Princ Bedřich Josiáš Sasko-Kobursko-Saalfeldský, německy Friedrich Josias von Sachsen-Coburg-Saalfeld (26. prosince 1737, Coburg] – 26. února 1815, tamtéž) byl rakouský vojevůdce, který dosáhl hodnosti polního maršála. Bývá stručněji označován také jen jako Josiáš, princ koburský. Účastnil se 13 tažení a 16 bitev, z nichž 10 velel a pouze tu poslední prohrál.

## Život
Narodil se coby čtvrtý syn a nejmladší dítě vévody Františka Josiáše Sasko-Kobursko-Saalfeldského a jeho ženy Anny Sofie. Jak bylo zvykem, k nástupnictví byl veden pouze nejstarší syn, mladší synové byli vychováváni k vojenské kariéře, které se také plně věnoval od svých 18 let. V dětství studoval jazyky, náboženství (byl luterán) a přírodní vědy. Pro nedostatek prostředků v mládí necestoval, poprvé opustil vévodství až těsně před nástupem do vojenské služby, když doprovázel svou sestru Charlotte Sofii na její svatbu do Schwerinu.
Jako vojevůdce na vrcholu kariéry se během tažení do Rumunska, resp. tehdejší Moldávie seznámil s prostou ženou jménem Therese Stroffeck. 24. září 1789 se jim ve městě Roman narodil syn Frederick (podle jiných zdrojů Bedřich (Fridrich)), k jehož otcovství se hlásil. Oddáni byli po návratu do Koburku 24. prosince 1789. Syn byl povýšen do šlechtického stavu císařem 25. září 1808. Do dynastických záležitostí zasáhl jednou, kdy pro něho 17. února 1853 vytvořil Ernest II. poslední vévoda sasko-koburský a gothajský titul svobodný pán z Romanu (Freiherr von Rohmann) podle místa jeho narození. Bylo to v době nástupnické krize vévodství. Ale situaci to nevyřešilo, jako nemanželsky narozený nikdy nebyl následníkem vévodského stolce.
I pro vleklou nemoc (trpěl růží na noze, nemohl už do sedla) odešel princ Josiáš v roce 1794 do výslužby a uchýlil se do Koburku. Sepsal paměti a zemřel stářím v roce 1815. Pochován je v kostele sv. Mořice v Koburku.

## Vojenská kariéra

### Sedmiletá válka a válka o dědictví bavorské
Při příležitosti svatby své další sestry v roce 1755 získal od svého nového švagra Karla Alexandra Braniborsko-Ansbašského hodnost rytmistra v jeho kyrysnickém pluku. Poprvé bojoval v bitvě u Lovosic. Začal velet a zúčastnil se bitvy u Štěrbohol, následného obléhání Prahy a bitvy u Kolína. Pak se účastnil odstřelování Žitavy a bitvy u Vratislavi. V roce 1758 byl povýšen na podplukovníka. Při tažení v roce 1759 byl postřelen do paže a povýšen do hodnosti plukovníka Ansbašského pluku. Pod velením polního maršála Laudona bojoval v bitvě u Lehnice a dobyl Svídnici.
Dále kariérně postupoval, v roce 1766 se stal generálmajorem a velel brigádě, v roce 1773 byl povýšen na podmaršálka. V letech 1778 až 1788 byl vojenským velitelem v Uhrách a v Haliči a byl povýšen na generála jezdectva.

### Osmá rakousko-turecká válka
Po vypuknutí války v roce 1787 dostal za úkol odrazit tureckou invazi do Bukoviny. Pod velením polního maršála Laudona se svým osmnáctitisícovým haličským sborem zvolil útočnou strategii a vpadl na území turecké Moldávie. Zde v dubnu 1788 spolu s ruským vojskem dobyl pevnost Pojana-Losi a v srpnu pevnost Chotin. Pochodem přes území nově založeného Rumunska se spojil s oddíly generála Suvorova, se kterým v srpnu 1789 porazil osmanské vojsko v bitvě u Fokšan. Za toto vítězství obdržel velký kříž vojenského řádu Marie Terezie. V říjnu 1789 byl povýšen na polního maršála. Dále dobyl pevnost Orsowa. Po uzavření míru v Svištovu v roce 1791 byl jmenován velícím generálem v Maďarsku.

### Francouzské revoluční války a napoleonské války
Za francouzských revolučních válek byl roku 1793 jmenován velitelem v Rakouském Nizozemí. S francouzskými vojsky svedl vítězné bitvy u Aldenhovenu a Neerwindenu, dobyl pevnost Maastrichtu a zajistil tak Nizozemí. Po bitvě u Famars překročil francouzské hranice a uštědřil revolučním silám další porážky.
V roce 1794 obnovil svou francouzskou kampaň. V dubnu zvítězil v bitvě u Landrecy a následně obsadil i tuto pevnost. V květnu opět triumfoval dokonce za přítomnosti císaře jako velitel pravého křídla u Tournai a zatlačil nepřítele až k Arrasu. Pak se ale síly francouzských a rakouských vojsk vyrovnaly a 26. června 1794 prohrál bitvu u Fleurus a musel ustoupit z Nizozemí za řeku Maas.

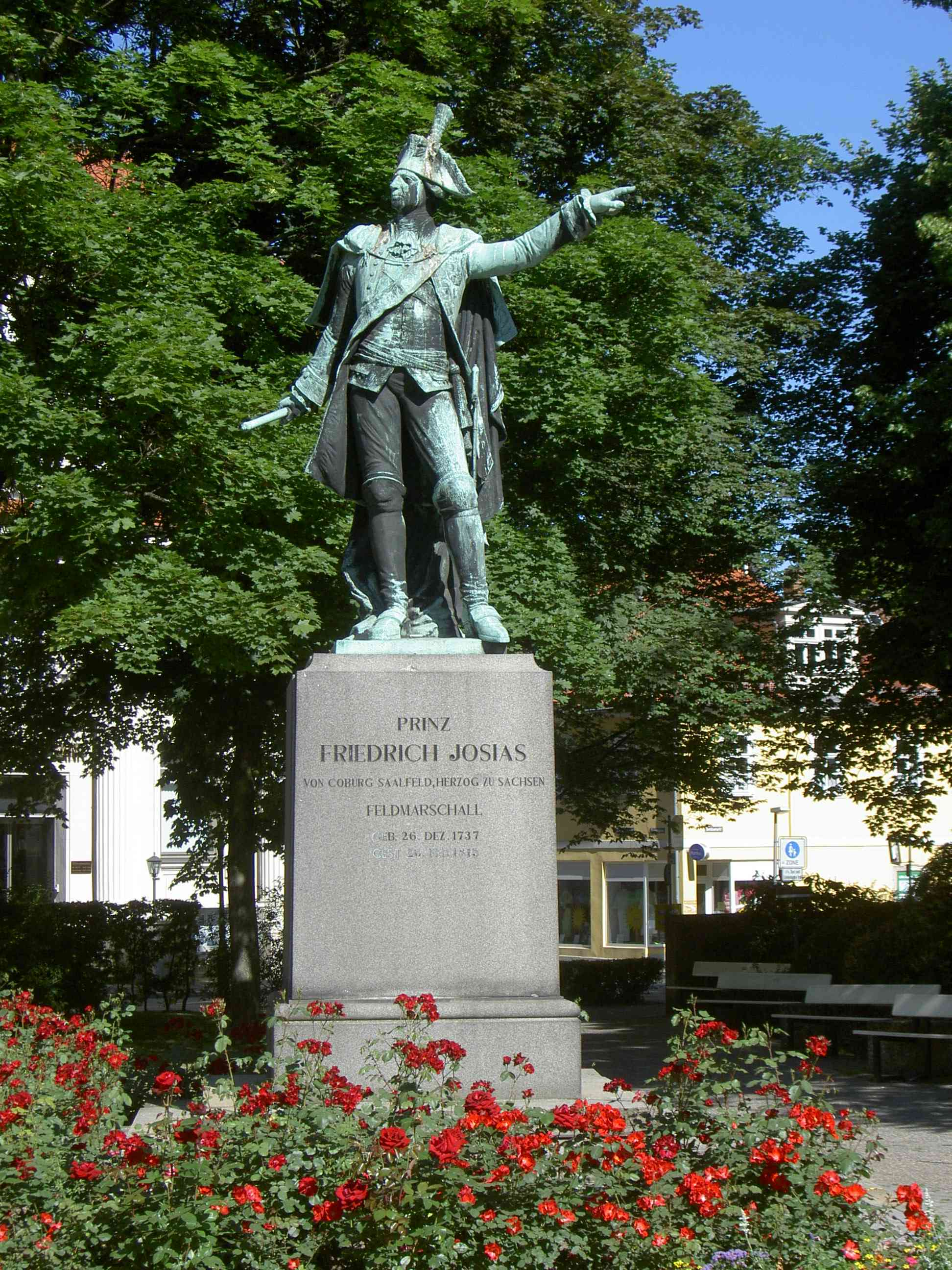
Pomník prince Koburského v Koburku.

## Odkaz v kultuře a názvosloví
Největšího věhlasu dosáhl po porážce turecké armády v Rumunsku v roce 1789. Tehdy na jeho počest složil J. Haydn přehlídkový pochod, dnes zvaný Koburský pochod a W. A. Mozart složil contredanse Vítězství hrdiny z Koburku (KV 587). V Čechách byla na jeho počest pojmenována v tom roce nově založená vesnice Koburk.
Vděčni mu byli i v jeho rodném v bavorském Koburku, 24. října 1911 mu na Divadelním náměstí v Koburku odhalili pomník.

## Vývod z předků
|                                              |                                                |  |                                              |                                         |  |  |  |  |  |  |  | Jan II. Sasko-Výmarský |
|                                              |                                                |  |                                              |                                         |  |  |  |  |  |  |  |                        |
|                                              | Arnošt I. Sasko-Gothajský                      |  |                                              |                                         |  |  |  |  |  |  |  |                        |
|                                              |                                                |  |                                              |                                         |  |  |  |  |  |  |  |                        |
|                                              |                                                |  |                                              | Dorotea Marie Anhaltská                 |  |  |  |  |  |  |  |                        |
|                                              |                                                |  |                                              |                                         |  |  |  |  |  |  |  |                        |
|                                              | Jan Arnošt IV. Sasko-Kobursko-Saalfeldský      |  |                                              |                                         |  |  |  |  |  |  |  |                        |
|                                              |                                                |  |                                              |                                         |  |  |  |  |  |  |  |                        |
|                                              |                                                |  |                                              | Jan Filip Sasko-Altenburský             |  |  |  |  |  |  |  |                        |
|                                              |                                                |  |                                              |                                         |  |  |  |  |  |  |  |                        |
|                                              | Alžběta Žofie Sasko-Altenburská                |  |                                              |                                         |  |  |  |  |  |  |  |                        |
|                                              |                                                |  |                                              |                                         |  |  |  |  |  |  |  |                        |
|                                              |                                                |  |                                              | Alžběta Brunšvicko-Wolfenbüttelská      |  |  |  |  |  |  |  |                        |
|                                              |                                                |  |                                              |                                         |  |  |  |  |  |  |  |                        |
|                                              | František Josias Sasko-Kobursko-Saalfeldský    |  |                                              |                                         |  |  |  |  |  |  |  |                        |
|                                              |                                                |  |                                              |                                         |  |  |  |  |  |  |  |                        |
|                                              |                                                |  |                                              | Filip VII. Waldecko-Wildungenský        |  |  |  |  |  |  |  |                        |
|                                              |                                                |  |                                              |                                         |  |  |  |  |  |  |  |                        |
|                                              | Josias II. Waldecko-Wildungenský               |  |                                              |                                         |  |  |  |  |  |  |  |                        |
|                                              |                                                |  |                                              |                                         |  |  |  |  |  |  |  |                        |
|                                              |                                                |  |                                              | Anna Kateřina Sayn-Wittgensteinská      |  |  |  |  |  |  |  |                        |
|                                              |                                                |  |                                              |                                         |  |  |  |  |  |  |  |                        |
|                                              | Šarlota Johana Waldecko-Wildungenská           |  |                                              |                                         |  |  |  |  |  |  |  |                        |
|                                              |                                                |  |                                              |                                         |  |  |  |  |  |  |  |                        |
|                                              |                                                |  |                                              | Vilém Nasavsko-Hilchenbašský            |  |  |  |  |  |  |  |                        |
|                                              |                                                |  |                                              |                                         |  |  |  |  |  |  |  |                        |
|                                              | Vilemína Kristýna Nasavsko-Siegenská           |  |                                              |                                         |  |  |  |  |  |  |  |                        |
|                                              |                                                |  |                                              |                                         |  |  |  |  |  |  |  |                        |
|                                              |                                                |  |                                              | Kristýna z Erbachu                      |  |  |  |  |  |  |  |                        |
|                                              |                                                |  |                                              |                                         |  |  |  |  |  |  |  |                        |
| 'Fridrich Josias Sasko-Kobursko-Saalfeldský' |                                                |  |                                              |                                         |  |  |  |  |  |  |  |                        |
|                                              |                                                |  |                                              |                                         |  |  |  |  |  |  |  |                        |
|                                              |                                                |  | Ludvík Günter I. Schwarzbursko-Rudolstadtský |                                         |  |  |  |  |  |  |  |                        |
|                                              |                                                |  |                                              |                                         |  |  |  |  |  |  |  |                        |
|                                              | Albrecht Antonín Schwarzbursko-Rudolstadtský   |  |                                              |                                         |  |  |  |  |  |  |  |                        |
|                                              |                                                |  |                                              |                                         |  |  |  |  |  |  |  |                        |
|                                              |                                                |  |                                              | Emílie Oldenbursko-Delmenhorstská       |  |  |  |  |  |  |  |                        |
|                                              |                                                |  |                                              |                                         |  |  |  |  |  |  |  |                        |
|                                              | Ludvík Fridrich I. Schwarzbursko-Rudolstadtský |  |                                              |                                         |  |  |  |  |  |  |  |                        |
|                                              |                                                |  |                                              |                                         |  |  |  |  |  |  |  |                        |
|                                              |                                                |  |                                              | Albrecht Fridrich Barby-Mühlingenský    |  |  |  |  |  |  |  |                        |
|                                              |                                                |  |                                              |                                         |  |  |  |  |  |  |  |                        |
|                                              | Emílie Juliana Barby-Mühlingenská              |  |                                              |                                         |  |  |  |  |  |  |  |                        |
|                                              |                                                |  |                                              |                                         |  |  |  |  |  |  |  |                        |
|                                              |                                                |  |                                              | Žofie Uršula Oldenbursko-Delmenhorstská |  |  |  |  |  |  |  |                        |
|                                              |                                                |  |                                              |                                         |  |  |  |  |  |  |  |                        |
|                                              | Anna Žofie Schwarzbursko-Rudolstadtská         |  |                                              |                                         |  |  |  |  |  |  |  |                        |
|                                              |                                                |  |                                              |                                         |  |  |  |  |  |  |  |                        |
|                                              |                                                |  |                                              | Arnošt I. Sasko-Gothajský               |  |  |  |  |  |  |  |                        |
|                                              |                                                |  |                                              |                                         |  |  |  |  |  |  |  |                        |
|                                              | Fridrich I. Sasko-Gothajsko-Altenburský        |  |                                              |                                         |  |  |  |  |  |  |  |                        |
|                                              |                                                |  |                                              |                                         |  |  |  |  |  |  |  |                        |
|                                              |                                                |  |                                              | Alžběta Žofie Sasko-Altenburská         |  |  |  |  |  |  |  |                        |
|                                              |                                                |  |                                              |                                         |  |  |  |  |  |  |  |                        |
|                                              | Anna Žofie Sasko-Gothajsko-Altenburská         |  |                                              |                                         |  |  |  |  |  |  |  |                        |
|                                              |                                                |  |                                              |                                         |  |  |  |  |  |  |  |                        |
|                                              |                                                |  |                                              | August Sasko-Weissenfelský              |  |  |  |  |  |  |  |                        |
|                                              |                                                |  |                                              |                                         |  |  |  |  |  |  |  |                        |
|                                              | Magdaléna Sibyla Sasko-Weissenfelská           |  |                                              |                                         |  |  |  |  |  |  |  |                        |
|                                              |                                                |  |                                              |                                         |  |  |  |  |  |  |  |                        |
|                                              |                                                |  |                                              | Anna Marie Meklenbursko-Schwerinská     |  |  |  |  |  |  |  |                        |
|                                              |                                                |  |                                              |                                         |  |  |  |  |  |  |  |                        |